# دورانغو (كولورادو)
دورانغو (بالإنجليزية: Durango)‏ هي مدينة تقع في مقاطعة لا بلاتا بولاية كولورادو في الولايات المتحدة. تبلغ مساحتها 17.7 (كم²)، وترتفع عن سطح البحر 1988 م، بلغ عدد سكانها 17069 نسمة في عام 2010 حسب إحصاء مكتب تعداد الولايات المتحدة وتصل الكثافة السكانية فيها 7866 نسمة/كم2.

## أعلام
- ديفون غومرسال
- سيب كوس
- مات ميلر
- كيرك أرتشيبيكو
- سام إدواردز
- مايك إليوت

## وصلات خارجية
- City of Durango